# Marquesado de Bariñas
El Marquesado de Bariñas es un título nobiliario español de carácter hereditario concedido por Carlos II el 30 de noviembre de 1686 a favor de  Gabriel Fernández de Villalobos y de la Plaza, Contador de la Isla de Barlovento, en Venezuela.
El título fue originalmente llamado Marquesado de Barinas y Guanaguanare, y se refiere al lugar llanero venezolano de Barinas y a la ciudad de Guanare (antiguamente Guanaguanare).

## Historia de los Marqueses de Bariñas
- Gabriel Fernández de Villalobos y de la Plaza, I marqués de Bariñas

Rehabilitado en 1923 por:
- Juan Carlos de la Plaza y Zumelzu (.-1936), II marqués de Bariñas. Soltero. Sin descendientes. Le sucedió, en 1950, de su hermana María de las Mercedes de la Plaza y Zumelzu casada con Carlos Gil-Delgado y Armada, el hijo de ambos, por tanto su sobrino:

- Alfonso Gil-Delgado y de la Plaza (n. en 1928), III marqués de Bariñas.

1. Casó con María Isabel Eguiraun Sáenz. Le sucedió, su hijo:

- Alfonso Gil-Delgado Eguiraun (1954-2006), IV marqués de Bariñas. Le sucedió, en 2009:

- Carlos Gil-Delgado Medina, V marqués de Bariñas.